# Connarus cordatus
Connarus cordatus är en tvåhjärtbladig växtart som beskrevs av L.A. Vidal, E. Carbonó & E. Forero. Connarus cordatus ingår i släktet Connarus och familjen Connaraceae. Inga underarter finns listade i Catalogue of Life.